# محلة منوف
محلة منوف إحدى قرى مركز طنطا التابع لمحافظة الغربية بجمهورية مصر العربية، ويجاورها قرى كفر أبو جندي وميت السودان وبريك الحجر ومنشأة الجنيدي.

## التاريخ
قرية محلة منوف من القرى القديمة، واسمها الأصلي وقت الفتح الإسلامي لمصر منوف السفلى (قبطية: Banouf ket، رومية:Onoufis)، ذكرها ابن خرداذبة في كتابه المسالك والممالك بمنوف السفلى إحدى كور بطن الريف، وذكرت في نزهة المشتاق في اختراق الآفاق بمنوف السفلي وفي جنة الأزهار بمنوف الصغرى. وإنما عرفت بالسفلى لأنها موقعها أسفل من منوف العليا.
وقد وردت باسم محلة منوف في أعمال الغربية ضمن قرى الروك الصلاحي التي أحصاها ابن مماتي في كتاب قوانين الدواوين، غير اسمها في هذا الروك فأزيلت كلمة السفلى واستبدلت بمحلة للتفريق بينها وبين مدينة منوف. كما وردت باسم محلة منوف في أعمال الغربية ضمن قرى الروك الناصري التي أحصاها ابن الجيعان في كتاب «التحفة السنية بأسماء البلاد المصرية». كان اسمها في تربيع سنة 933هـ/1527م الذي أجراه الوالي العثماني سليمان باشا الخادم في عصر السلطان العثماني سليمان القانوني محلة منوف ضمن قرى ولاية الغربية، وفي تاريخ 1228هـ/1813م الذي عدّ قرى مصر بعد المسح الذي قام به محمد علي باشا باسم محلة منوف ضمن قرى مديرية الغربية.
نقل ديوان مركز طنطا إلى محلة منوف في عام 1871 لتوسطها بلاد المركز وغير اسمه إلى مركز محلة منوف. عاد مقر الديوان إلى طنطا في عام 1884، ولكن بقى باسم مركز محلة منوف حتى عام 1896 عندما سمي بمركز طنطا.

## التعليم
تصل نسبة الأمية في القرية إلى 43.4% بين من تجاوزوا العاشرة من عمرهم، بينما تصل نسبة من حصلوا على تعليم جامعي إلى 2.89% من جملة السكان.

## السكان
بلغ عدد سكان محلة منوف 21,392 نسمة حسب تقدير عام 2018.
| السنة  | 1882 | 1897 | 1907 | 1927 | 1947 | 1960 | 1976 | 1986 | 1996   | 2006   | 2018   |
| ------ | ---- | ---- | ---- | ---- | ---- | ---- | ---- | ---- | ------ | ------ | ------ |
| القرية | 3640 | 5401 | 5774 | 6078 | 6296 | 7959 | 8389 | 9556 | 12,922 | 15,043 | 21,392 |

## الأعلام
- عبد الحفيظ التطاوي (1922 - 1998)، ممثل.[18]
- الطبيب محيي الدين التطاوي صاحب الإشارة لسبق ابن النفيس في اكتشاف الدورة الدموية الصغرى.[19][20]